# San Michele in Foro

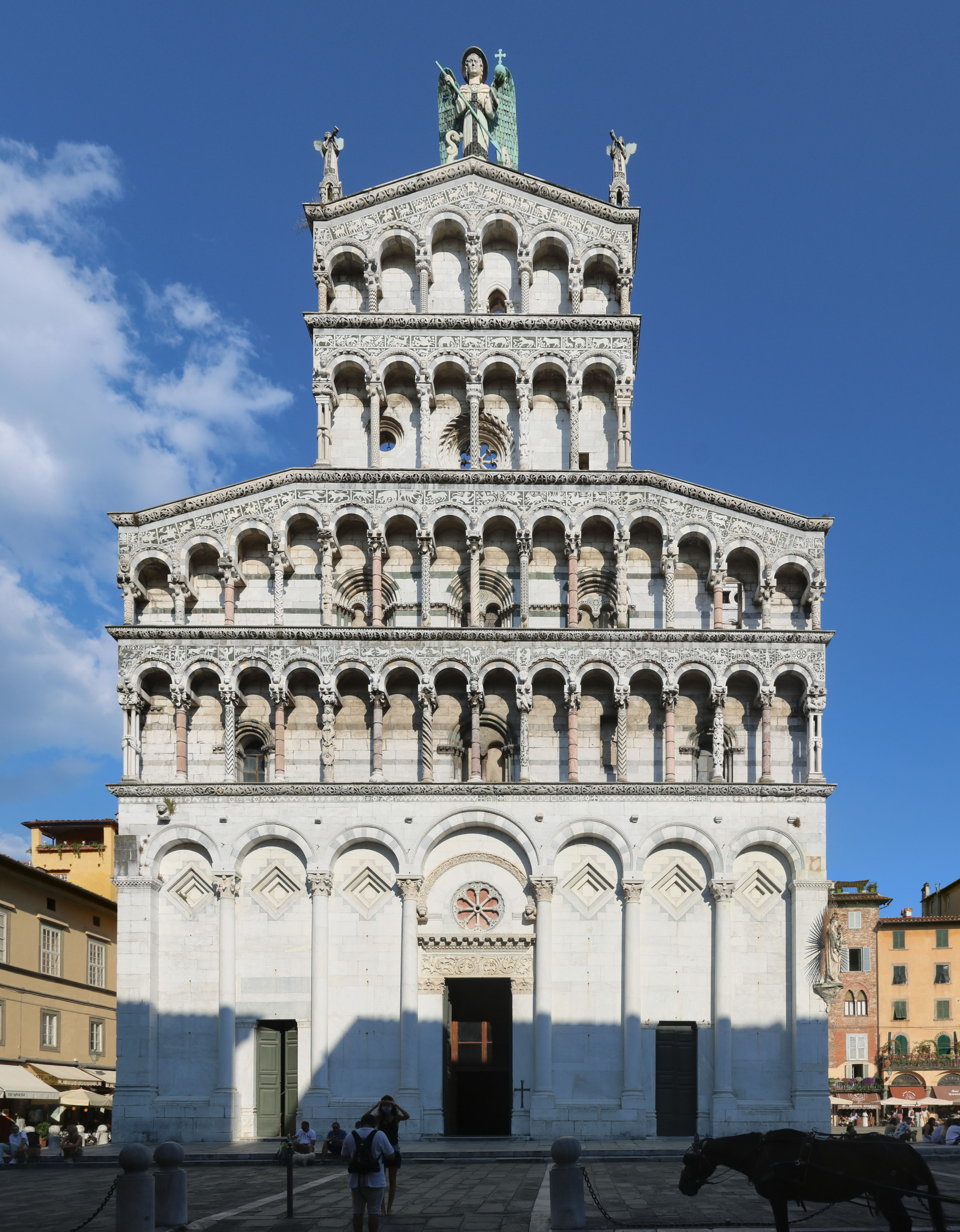
Westfassade von San Michele

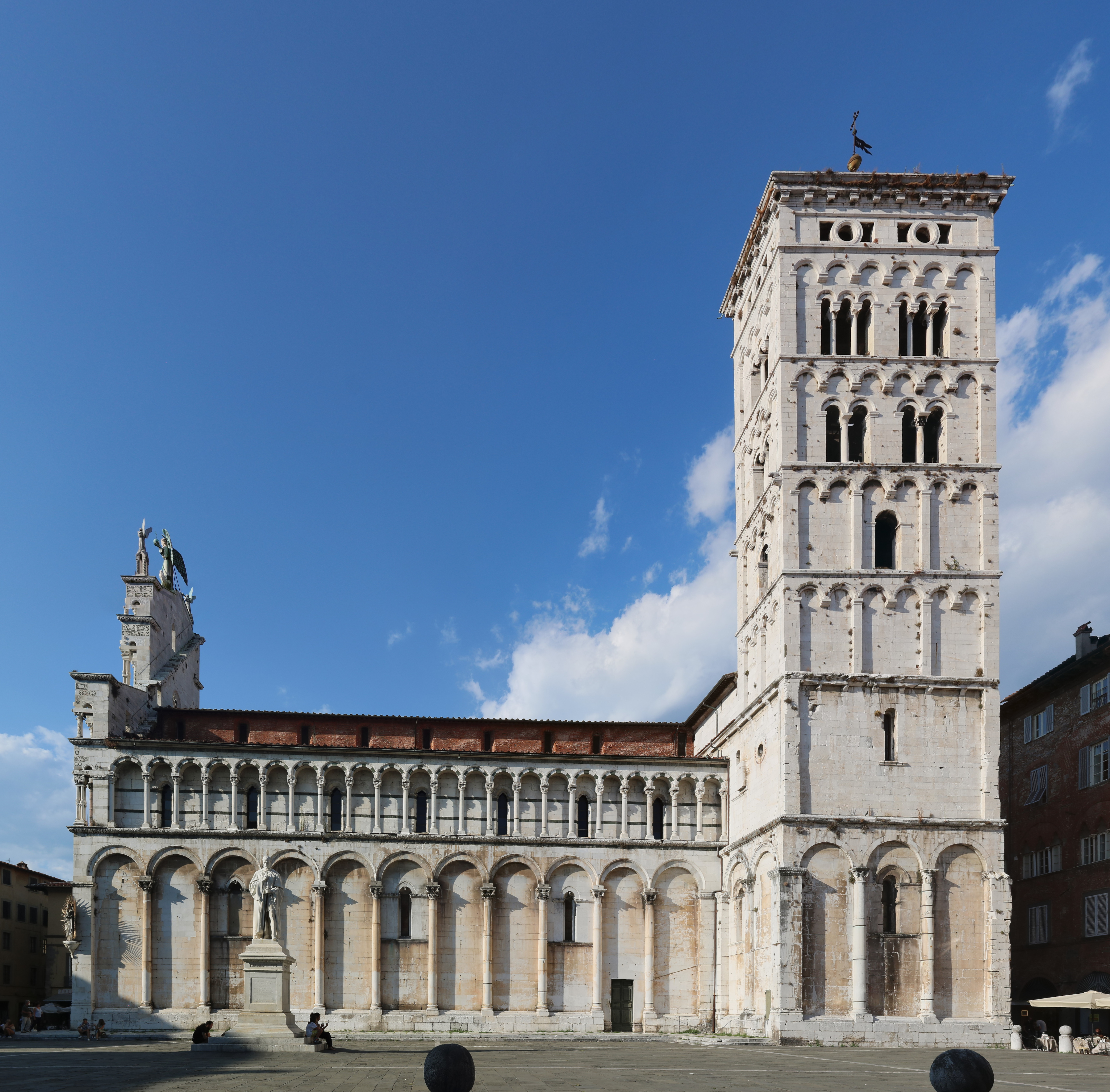
Südseite mit Campanile

San Michele in Foro, St. Michael auf dem Forum – dem alten römischen Marktplatz, ist die zweite bedeutende Kirche in Lucca nach dem Dom. Auch sie stammt aus dem 12. Jahrhundert. 
Die Kirche steht in der Nordostecke der Piazza San Michele. Daher ist nicht nur die Westfassade, sondern auch die dem Platz zugewandte Südseite mit dem Glockenturm architektonisch reich gegliedert.

## Baubeschreibung
Die genaue Bauzeit ist nicht überliefert. Einen Anhaltspunkt bietet die Jahreszahl 1143 am linken Pfeiler des Chorbogens, die vermutungsweise auf eine Weihe bezogen wurde. Die Arbeiten an der Fassade und der Außenverkleidung zogen sich bis in die 2. Hälfte des 13. Jahrhunderts hin, am Mittelschiff und den Seitenschiffen noch länger.
San Michele in Foro ist eine dreischiffige Basilika mit Querhaus und halbrunder Apsis. Über dem südlichen Querhausarm erhebt sich der Glockenturm. Dessen Zinnenbekrönung wurde im 18. Jahrhundert durch ein klassizistisches Halbgeschoss ersetzt.

### West- und Südfassade
Die Außenverkleidung und die Fassade wurden ab 1200 für ein höher geplantes Mittelschiff gebaut, zu dem es dann nicht kam – daher die überproportionale Höhe der Fassade im Vergleich zum Kirchenbau dahinter.
Im ausgehenden 13. Jahrhundert wurden die Mittelschiff- und Seitenschiffwände nachträglich aufgemauert. An der Südseite des Langhauses entstand dadurch eine Neuerung in der toskanischen Architektur. Das untere Geschoss ist genauso gestaltet wie bei den Kirchen in Pisa und Lucca bisher, nämlich mit einer aufgeblendeten Bogenstellung. Darüber aber gibt es jetzt keine Aufblendung mehr, sondern das, was bisher nur an den oberen Fassadengeschossen schon durchgeführt worden war: eine gesondert vor die Kirchenwand gesetzte Dekorationsschicht – eine Zwerggalerie.
Durch diese Übertragung des Fassadenprinzips auf die Langhauswand wird der einheitliche Gesamteindruck der Kirche betont und die bisher übliche Diskrepanz verhindert zwischen der „strahlenden“ Frontseite und den „schlichten“ anderen Kirchenwänden.
Die Fassadengestaltung wird teils auf pisanische Vorbilder zurückgeführt, teils wird der lombardische Baumeister Guidetto da Como, der auch am Dom von Lucca tätig war, als ihr Urheber angesehen oder in Erwägung gezogen. Die in die Höhe gestreckten Proportionen sowohl der Zwerggalerien wie auch der Westfassade insgesamt gelten als Vorboten der Gotik.
Die Fassade zeigt – wie schon die des Domes – eine reiche Gliederungsvielfalt in den Säulen, den Zwickelzonen und den Gesimsen. S. Michele in Foro ist eines der prächtigsten Beispiele dieser typisch toskanischen Bauform.

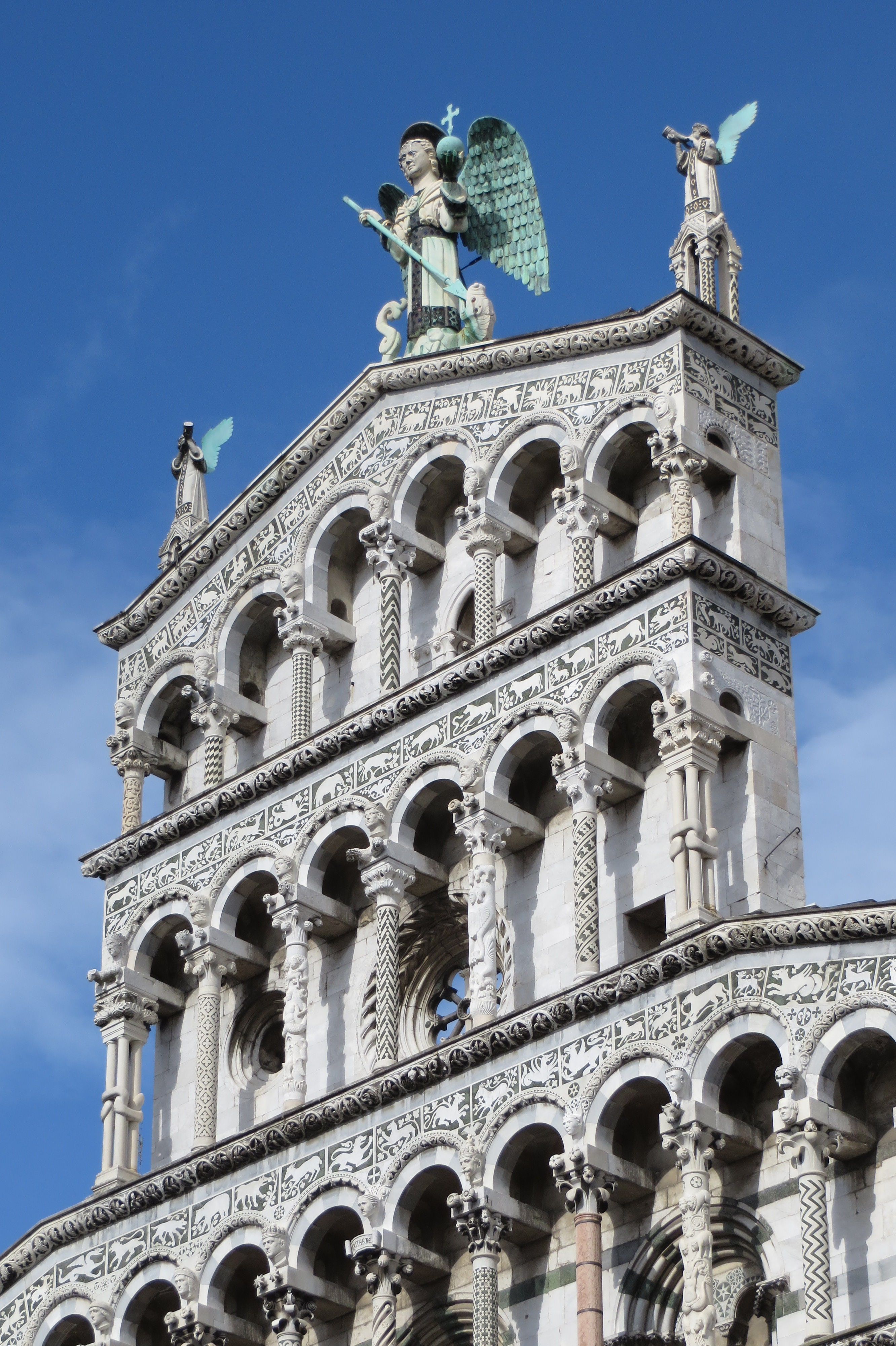
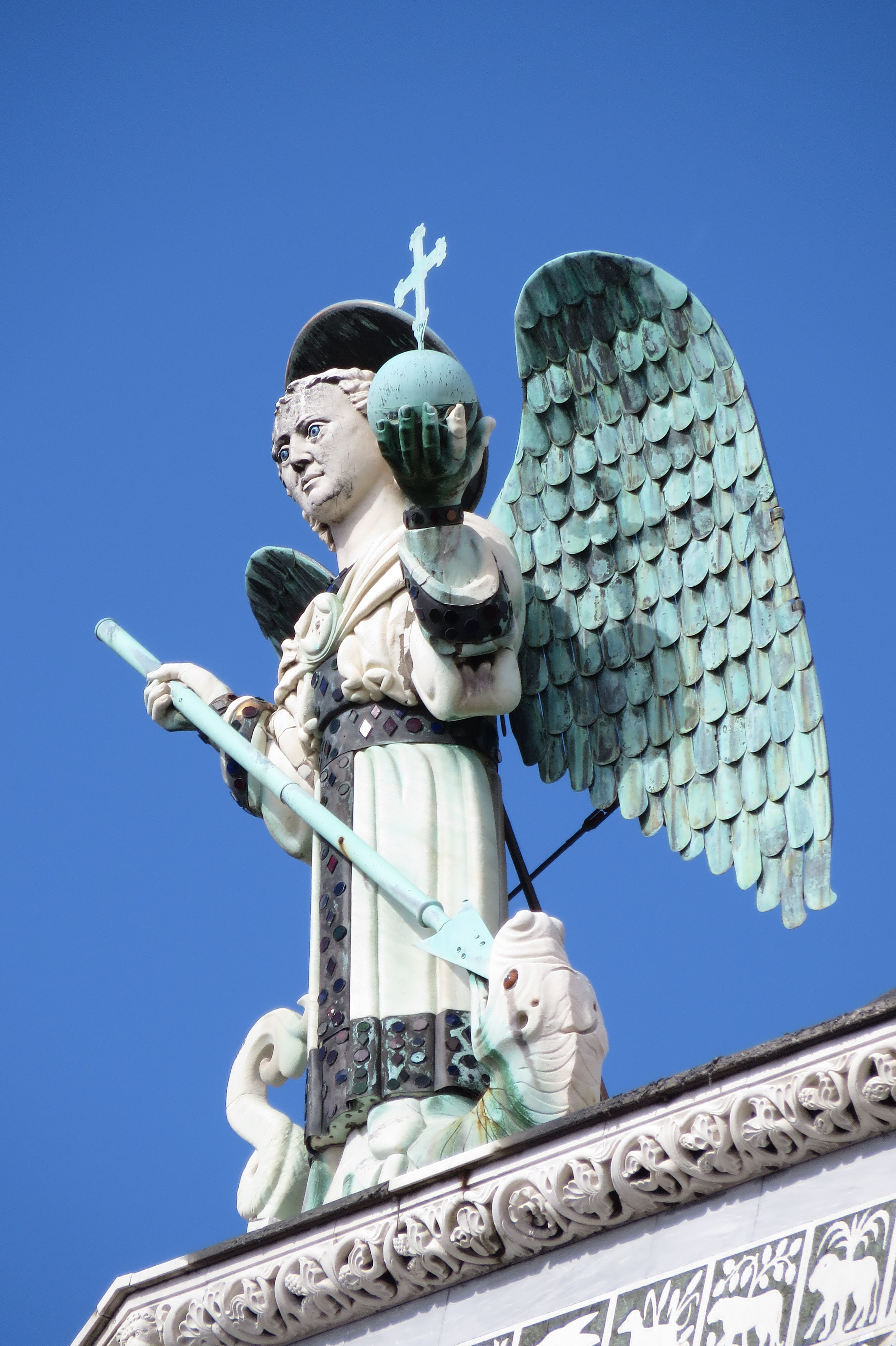
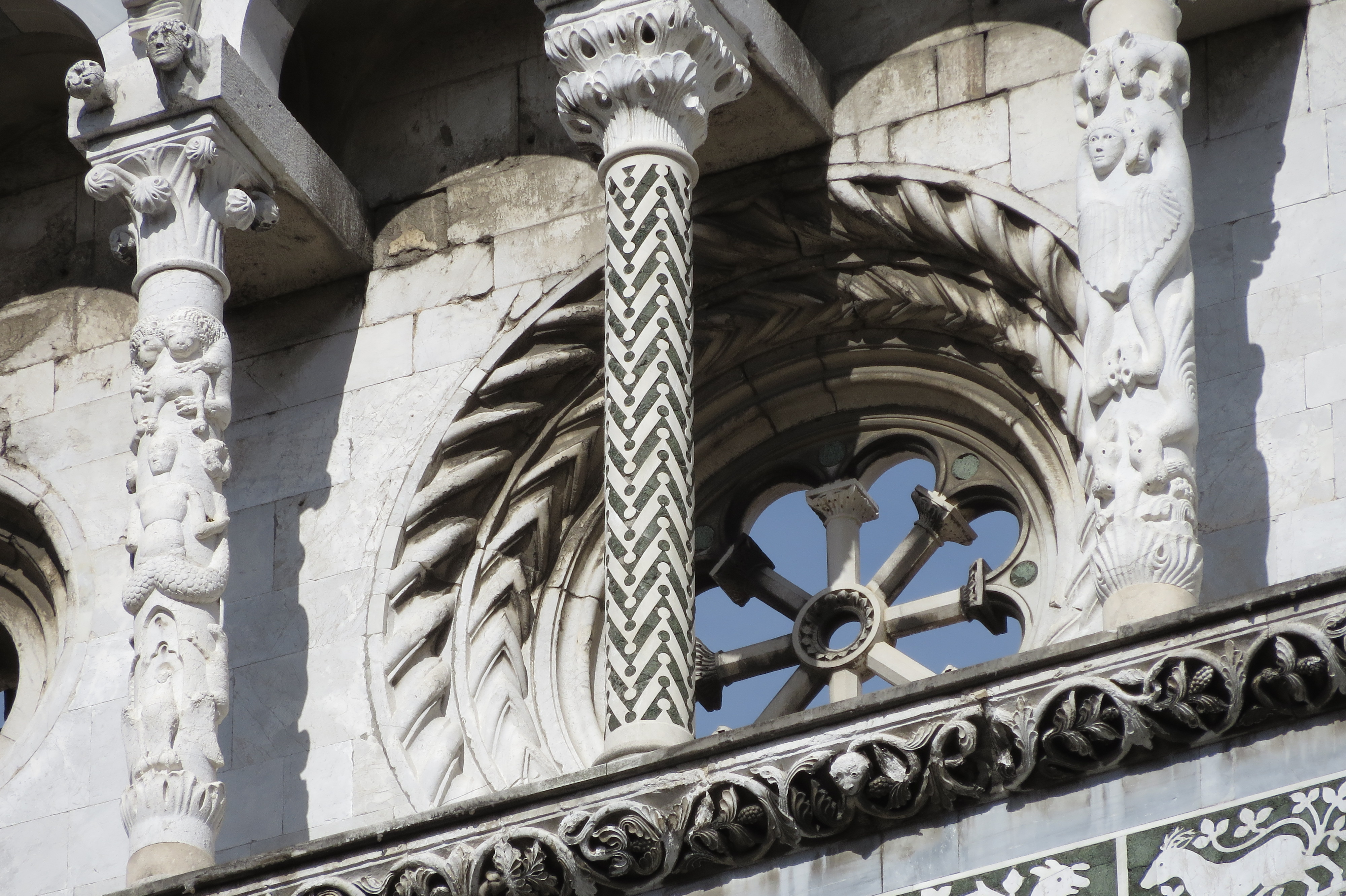
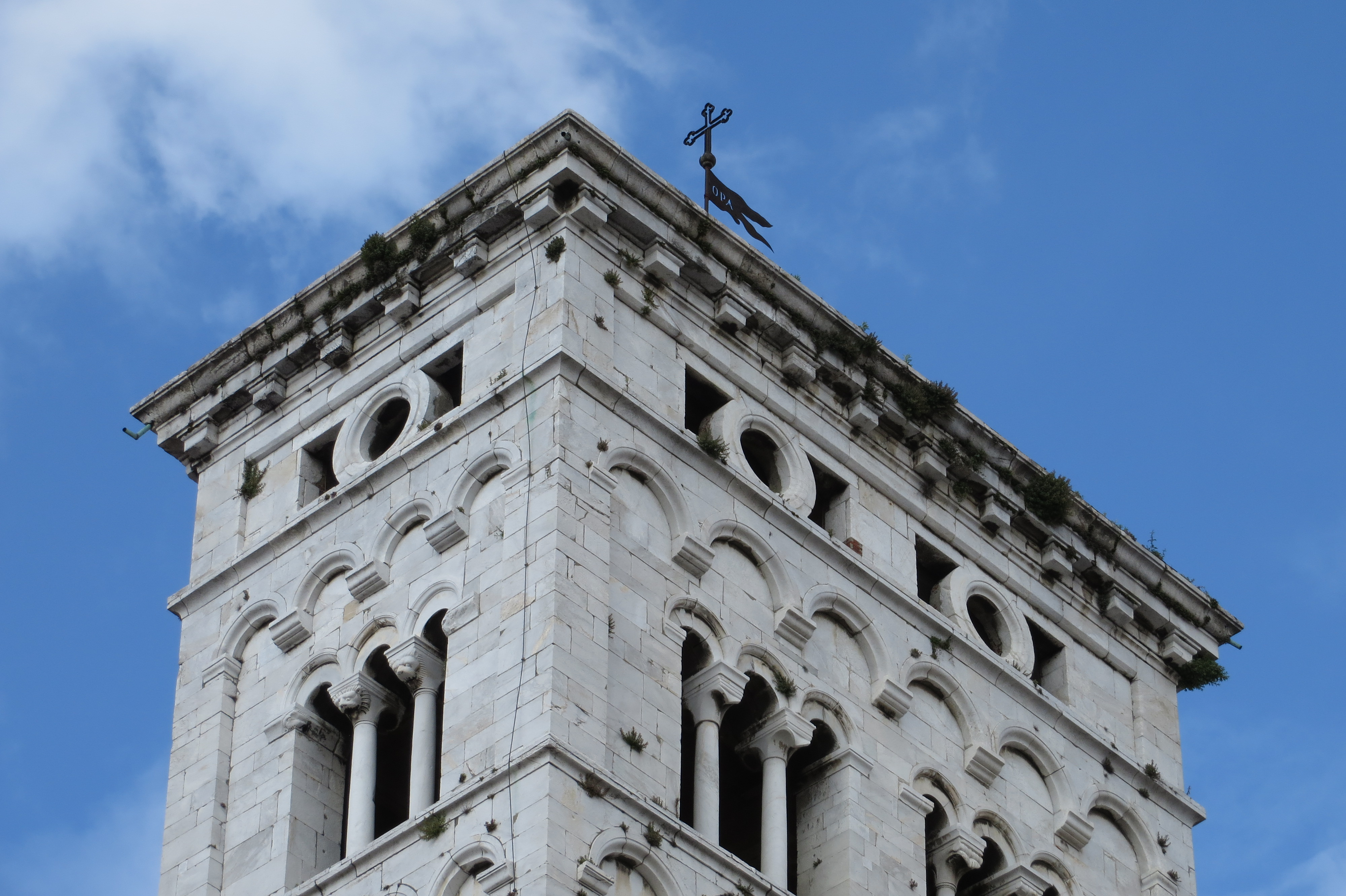

Auch hier steht rechts außen eine Knotensäule, daneben zwei Säulen, deren Schäfte aus Figuren gebildet sind. Über den Kapitellen befinden sich Plastiken von Köpfen. Bei der durchgreifenden Restaurierung von 1866 wurden einige zerstörte Köpfe durch Neuschöpfungen ersetzt, unter anderem mit den Porträts der Zeitgenossen Pius IX., Napoleon III., Vittorio Emanuele II. und Camillo Cavour. Die Kapitelle selbst zeigen teilweise Tier- und Pflanzenformen. Manche Säulenschäfte der Westfassade sind skulptiert, zahlreiche andere hingegen sind ebenso wie die darüberliegenden Gesimse mit teils ornamentalen, teils tierischen und pflanzlichen Marmorinkrustationen geschmückt. Diese ungeheure Formenvielfalt hat in zahlreichen Details ebenfalls symbolische Bedeutungen.
Der Giebel der Westfassade wird bekrönt von der Figur des Erzengels Michael – des Kirchenpatrons – zwischen zwei tubablasenden Engeln, die auf typisch gotischen Ädikulen an den Giebelenden stehen.
Im unteren Bereich der Fassade wurde an der Südwestecke am Ende der Pestzeit eine 1479/80 von Matteo Civitali geschaffene Madonna mit Kind (Madonna Salutis Portus) angebracht (durch Kopie ersetzt, das Original jetzt in der Kirche).

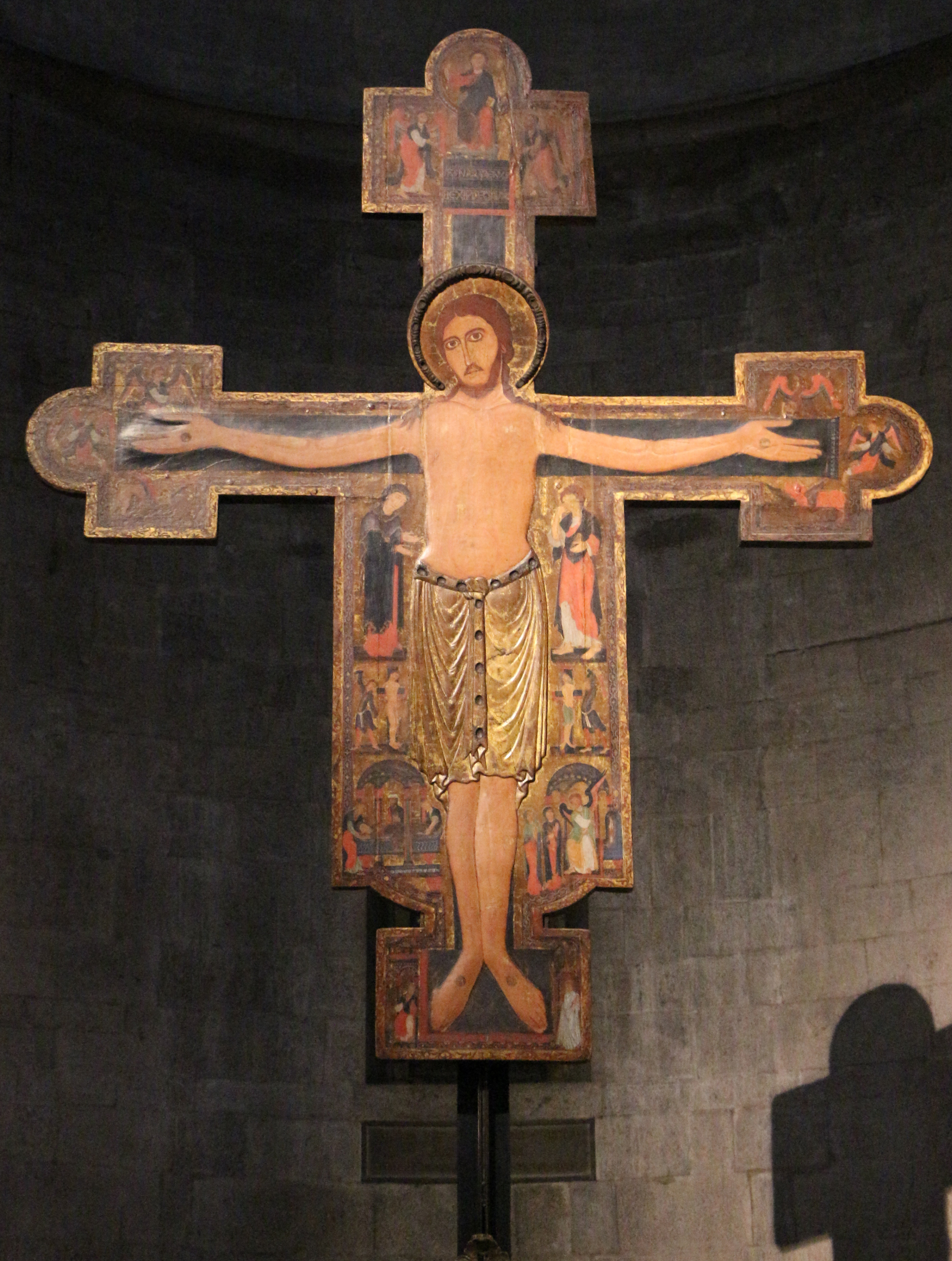
Kreuz (13. Jh.) über dem Hochaltar

## Innenraum und Ausstattung
Der Innenraum präsentiert sich heute als sparsam ausgestattete dreischiffige Säulenbasilika. Der Raumeindruck wurde stark verändert, als die mittelalterliche Balkendecke 1512 durch ein Gewölbe ersetzt wurde. Oberhalb des Gewölbes  hat sich noch ein mittelalterliches Freskenband erhalten.
Das bedeutendste Ausstattungsstück ist ein großes gemaltes Kreuz (um 1200 oder um 1230), das ursprünglich unter dem Triumphbogen hing, später an der nördlichen Seitenwand, und das jetzt auf dem Hochaltar wieder den Blickpunkt des Raums bildet. Der Leib des Gekreuzigten ist in flachem Stuckrelief modelliert und bemalt. Ihn umgeben zahlreiche kleinere gemalte Darstellungen.
Unterhalb des Altars befinden sich die sterblichen Überreste des 1159 heiliggesprochenen Davino Armeno (* um 1000, † 3. Juni 1050). Er war ein armenischer Pilger, der auf seiner Pilgerreise nach Jerusalem und Rom in Lucca haltmachte und dort schließlich verstarb. Papst Alexander III. sprach ihn ca. 60 Jahre nach seinem Tod heilig, da es während des Aufenthalts des Pilgers zu einigen Wunderheilungen gekommen sein soll.